# 삼가동

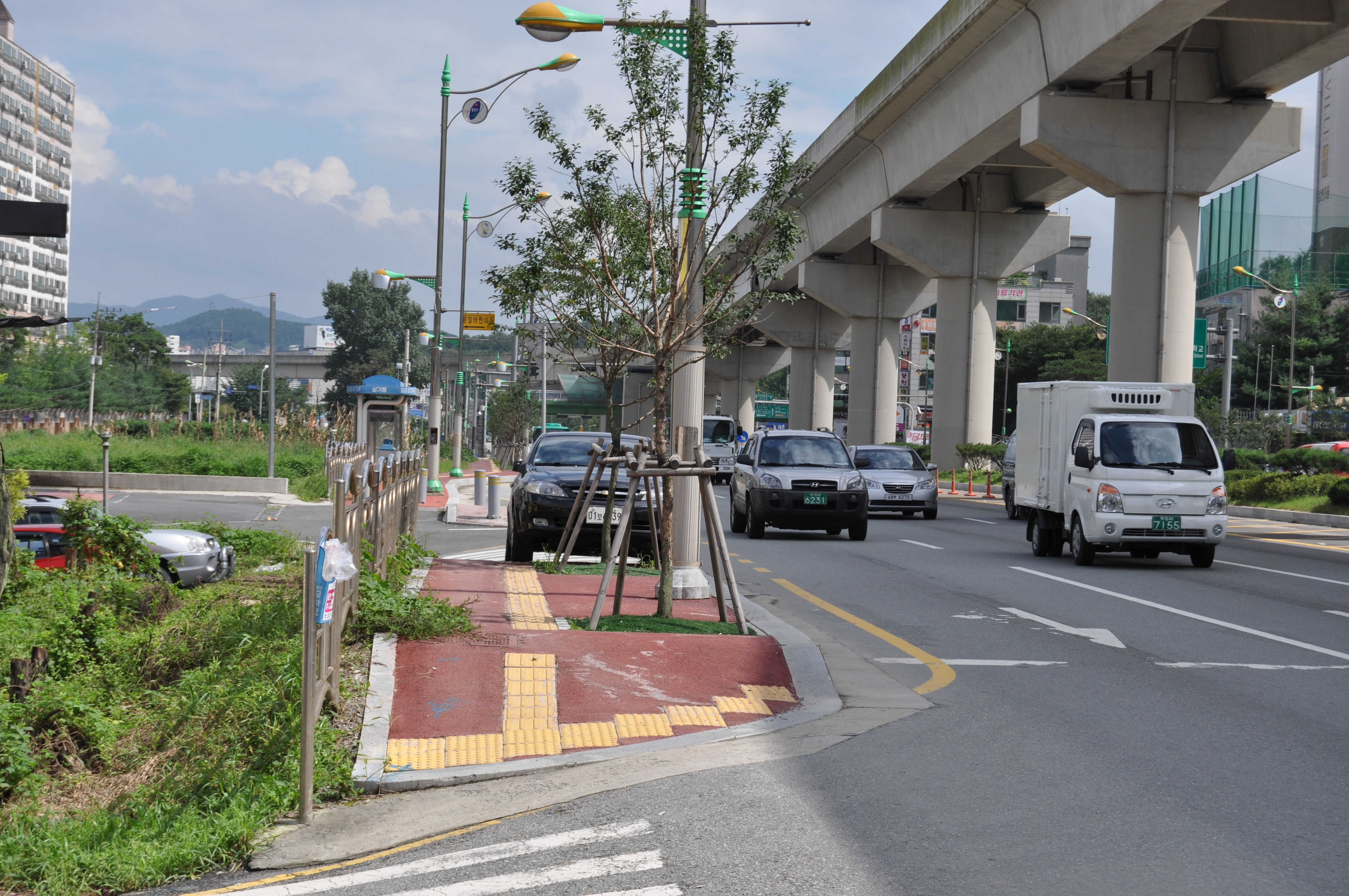
삼가동 금학로

삼가동(三街洞)은 용인시 처인구에 위치한 행정동, 법정동이다. 

## 연혁
- 조선시대 : 충주부 용인군 관할
- 1914년 : 용인군 수여면 삼가리로 개명.
- 1938년 : 용인군 용인면 삼가리로 개명.
- 1979년 : 용인면이 용인읍으로 승격.
- 1996년 : 용인읍을 폐지하고 법정동 삼가동 신설.
- 처인구로 분구
- 2021년 7월 1일: 행정동을 삼가동으로 분동하는 조례가 법적으로 시행
- 8월 31일: 용인시 직제 개편으로 삼가동장 신규 발령
- 9월 6일 : 삼가동 주민센터 업무 개시로 업무상 분리

## 법정동
- 삼가동(三街洞)